# Maincy
Maincy és un municipi francès, situat al departament de Sena i Marne i a la regió de Illa de França. L'any 2007 tenia 1.728 habitants.
Forma part del cantó de Melun, del districte de Melun i de la Comunitat d'aglomeració Melun Val de Seine.

## Demografia

### Població
El 2007 la població de fet de Maincy era de 1.728 persones. Hi havia 662 famílies, de les quals 152 eren unipersonals (74 homes vivint sols i 78 dones vivint soles), 204 parelles sense fills, 237 parelles amb fills i 69 famílies monoparentals amb fills.
La població ha evolucionat segons el següent gràfic:
Habitants censats

### Habitatges
El 2007 hi havia 711 habitatges, 669 eren l'habitatge principal de la família, 12 eren segones residències i 30 estaven desocupats. 617 eren cases i 90 eren apartaments. Dels 669 habitatges principals, 547 estaven ocupats pels seus propietaris, 98 estaven llogats i ocupats pels llogaters i 23 estaven cedits a títol gratuït; 12 tenien una cambra, 54 en tenien dues, 98 en tenien tres, 146 en tenien quatre i 358 en tenien cinc o més. 489 habitatges disposaven pel capbaix d'una plaça de pàrquing. A 271 habitatges hi havia un automòbil i a 347 n'hi havia dos o més.

### Piràmide de població
La piràmide de població per edats i sexe el 2009 era:
| Homes | Edats   | Dones |
| ----- | ------- | ----- |
| 0     | 95 o +  | 0     |
| 4     | 90 a 94 | 0     |
| 0     | 85 a 89 | 16    |
| 4     | 80 a 84 | 0     |
| 16    | 75 a 79 | 12    |
| 20    | 70 a 74 | 32    |
| 20    | 65 a 69 | 40    |
| 56    | 60 a 64 | 40    |
| 60    | 55 a 59 | 52    |
| 68    | 50 a 54 | 64    |
| 64    | 45 a 49 | 48    |
| 88    | 40 a 44 | 92    |
| 60    | 35 a 39 | 100   |
| 40    | 30 a 34 | 36    |
| 76    | 25 a 29 | 36    |
| 56    | 20 a 24 | 52    |
| 96    | 15 a 19 | 32    |
| 68    | 10 a 14 | 60    |
| 60    | 5 a 9   | 52    |
| 44    | 0 a 4   | 48    |

## Economia
El 2007 la població en edat de treballar era de 1.216 persones, 906 eren actives i 310 eren inactives. De les 906 persones actives 842 estaven ocupades (431 homes i 411 dones) i 63 estaven aturades (42 homes i 21 dones). De les 310 persones inactives 111 estaven jubilades, 138 estaven estudiant i 61 estaven classificades com a «altres inactius».

### Ingressos
El 2009 a Maincy hi havia 673 unitats fiscals que integraven 1.738 persones, la mediana anual d'ingressos fiscals per persona era de 24.827 €.

### Activitats econòmiques
Dels 64 establiments que hi havia el 2007, 1 era d'una empresa alimentària, 2 d'empreses de fabricació d'altres productes industrials, 18 d'empreses de construcció, 14 d'empreses de comerç i reparació d'automòbils, 3 d'empreses de transport, 3 d'empreses d'hostatgeria i restauració, 2 d'empreses d'informació i comunicació, 1 d'una empresa financera, 3 d'empreses immobiliàries, 10 d'empreses de serveis, 1 d'una entitat de l'administració pública i 6 d'empreses classificades com a «altres activitats de serveis».
Dels 18 establiments de servei als particulars que hi havia el 2009, 1 era una oficina de correu, 1 taller de reparació d'automòbils i de material agrícola, 2 paletes, 3 guixaires pintors, 3 fusteries, 5 lampisteries, 1 electricista, 1 perruqueria i 1 restaurant.
Dels 3 establiments comercials que hi havia el 2009, 1 era una botiga de més de 120 m², 1 una botiga de menys de 120 m² i 1 una botiga de material esportiu.
L'any 2000 a Maincy hi havia 4 explotacions agrícoles.

## Equipaments sanitaris i escolars
El 2009 hi havia 1 escola maternal i 1 escola elemental.

## Poblacions més properes
El següent diagrama mostra les poblacions més properes.